# Jättebästisar
Jättebästisar är en svensk dramakomediserie som hade premiär 18 mars 2014 på TV4.
Serien handlar om två gamla vänner, spelade av Johan Glans och David Batra, som åker ut på en resa för att försöka hitta tillbaka till sin vänskap som de hade när de var yngre. Serien utspelar sig i Rajastan i Indien och resten av skådespelarna är från Indien. Där träffar de en massa roliga människor och det händer en massa saker.
Manus har skrivits av Erik Haag, Brita Zackari Wahlström, Patrik Larsson, Johan Johansson och David Batra, samt Henrik Schyffert och Johan Rheborg som även står för regi.

## Avsnitt
| Nr | Titel   | Originalvisning | Tittarsiffror |
| -- | ------- | --------------- | ------------- |
| 1  | "Del 1" | 18 mars 2014    | 829 000       |
| 2  | "Del 2" | 25 mars 2014    | 642 000       |
| 3  | "Del 3" | 1 april 2014    | 424 000       |
| 4  | "Del 4" | 8 april 2014    | 368 000       |
| 5  | "Del 5" | 15 april 2014   | 399 000       |
| 6  | "Del 6" | 22 april 2014   | 396 000       |
| 7  | "Del 7" | 29 april 2014   | 380 000       |
| 8  | "Del 8" | 29 april 2014   | 318 000       |